# Полівка лучна
Полі́вка лучна́ (Microtus levis Miller, 1908, syn. Microtus mystacinus (de Filippi, 1865)) — ссавець з роду полівка (Microtus) ряду гризунів (Rodentia), вид-двійник полівки звичайної (Microtus arvalis s. str.).
Вид описано століття тому, проте до 1970 р. всіх «звичайних» полівок об'єднували в один вид «полівка звичайна», Microtus arvalis (s. lato). Запровадження цитогенетичних методик дослідження мінливості видів у практику теріологічних досліджень дозволило виявити низку видів-двійників «звичайної полівки». З них у фауні Східної Європи (і України) присутні Microtus levis Miller, 1908 (найвіддаленіший) і Microtus obscurus (Eversmann, 1845) (східний аловид полівки європейської).

## Історія таксономії
Вид у сучасному його розумінні виявлено вперше наприкінці 1960-х років при каріотипуванні Microtus arvalis (s. lato), коли було виявлено особин з каріоптипом 2n=54 замість типових для «звичайної полівки» 2n=46. Надалі особин з таким каріотипом виявлено у низці інших місцеперебувань Східної Європи, переважно на просторі від Дніпра до Волги і від Підкавказзя до Валдаю. Вид було названо Microtus subarvalis Mejer et al., 1972; надалі виявили, що ця назва преокупована, і в літературі стала поширеною назва Microtus epiroticus, запропонована ще 1966 року для балканських популяцій "звичайної полівки, які, як було з'ясовано, також належать до 54-хромосомної форми «Microtus arvalis». В центрі Руської височини і та більшій частині лівобережної України з видів-двійників «звичайної полівки» виявлено тільки 54-хромосомну форму, при тому ця територія входила в область поширення «Microtus arvalis rossiaemeridionalis», що примусило дослідників визнати найдавнішою придатною назвою виду Microtus rossieameridionalis Ognev, 1924. Надалі назва виду було знову змінена у зв'язку з переглядом морфологічних особливостей типових зразків низки форм, які раніше включали до Microtus arvalis, і за краніологічними ознаками було підтверджено відповідність форми «levis Miller» зразкам 54-хромосомного виду. Від цього часу вид стали іменувати як Microtus levis.
Отже, за останні 40 років вид згадували в наукових публікаціях під 4-ма різними назвами:
- Microtus arvalis (Pallas, 1779) — переважно до 1970—1990 рр. (коли не визнавали 54-хромосомний вид)
- Microtus epiroticus Ondrias, 1966 — переважно у 1970—1995 рр. (частіше у працях щодо Балкан)
- Microtus rossiaemeridionalis Ognev, 1924 — переважно у 1980—2005 рр. (частіше у працях «радянського» зоологічного простору)
- Microtus levis Miller, 1908 — переважно у 2000—2010 рр. (переважно у працях «західної школи», інколи помилково як «laevis»).
- Microtus mystacinus (De Filippi, 1865)[1]

Вид має чітку відмінність за низкою «тонких» ознак — за каріотипом, у тому числі за числом і морфологією хромосом. Його можна відрізняти також за формою акросоми сперміїв, за деякими особливостями тонкої морфології черепа (зокрема шви і форма окремих кісток та інших утворів) і кутніх зубів.

## Поширення

Ареал Microtus levis Miller, 1908 — 54-хромосомного виду-двійника групи Microtis arvalis на фоні ареалів двох 46-хромосомних видів-двійників «звичайних полівок» (за Загороднюк, 2005)

Полівка лучна широко симпатрична з Microtus arvalis на рівнинах Східної Європи, проте на південь зона симпатрії звужується і вже на півдні (зокрема, на Балканах) ці види парапатричні. Таку саму конфігурацію має зона симпатрії полівки лучної з полівкою алтайською.
В Україні поширення виду обмежено переважно приморськими районами (Приазов'я, Причорномор'я), степовою і лісостеповою смугами. Найбільша кількість місцеперебування притаманна лівобережному лісостепові. Вид характерний для відносно вологих і відносно закритих біотопів: чагарникових луків, чагарникових степів, узлісь, старих садів, посівів багаторічних трав.